# NGC 5525
NGC 5525 est une galaxie lenticulaire située dans la constellation du Bouvier. Sa vitesse par rapport au fond diffus cosmologique est de 5 766 ± 17 km/s, ce qui correspond à une distance de Hubble de 85,1 ± 6,0 Mpc (∼278 millions d'al). NGC 5525 a été découverte par l'astronome français Édouard Stephan en 1883.
Selon la base de données Simbad, NGC 5525 est une galaxie active de type Seyfert 2.
À ce jour, une mesure non basée sur le décalage vers le rouge (redshift) donne une distance d'environ 66,600 Mpc (∼217 millions d'al). Cette valeur est nettement à l'extérieur des valeurs de la distance de Hubble. Notons que c'est avec la valeur moyenne des mesures indépendantes, lorsqu'elles existent, que la base de données NASA/IPAC calcule le diamètre d'une galaxie et qu'en conséquence le diamètre de NGC 5525 pourrait être d'environ 40,8 kpc (∼133 000 al) si on utilisait la distance de Hubble pour le calculer.

## Supernova
La supernova SN 2009gf a été découverte dans NGC 5525 le 9 juin 2009 à Yamagata au Japon par l'astronome japonais Koichi Itagaki. Cette supernova était de type Ia. 